# Pol (VIH)
Pour les articles homonymes, voir Pol.
Pol est à la fois un des trois principaux gènes du VIH (les deux autres étant Env (en) et Gag (en)) et le nom donné aux protéines exprimées par ce gène.

## Fonction
Le gène Pol code les enzymes virales essentielles à la réplication virale : la protéase P10, qui clive le précurseur des protéines codées par le gène gap ; les transcriptases inverses p51 et p614, cette dernière ayant également une activité de ribonucléase ; enfin l'intégrase p32,.

## Caractéristiques
Chaque virion compte environ cent copies du gène Pol.